# 马可波罗-图兰朵计划
马可·波罗计划（義大利語：PROGETTO “MARCO POLO”）和图兰朵计划（義大利語：PROGETTO “TURANDOT”）是意大利校长联合会发起的，促进中國学生到意大利学习和进修的教育计划。其中针对文理商科学生的马可波罗计划以中世纪威尼斯旅行家马可·波罗命名，艺术专业的图兰朵计划则由普契尼歌剧《图兰朵》的名字命名。计划包括标准化录取流程，组织意大利语预科课程和签证支持等。
项目开始于2005年，2008/2009学年有统计数据以来，两项目已成功协调35000名中国留学生到意大利留学。